# Borore
Borore este o comună din provincia Nuoro, regiunea Sardinia, Italia, cu o populație de 1.956 locuitori (1 ianuarie 2023) și o suprafață de 42,68 km².

## Demografie
Borore - evoluția demografică

|  | Graficele sunt indisponibile din cauza unor probleme tehnice. Mai multe informații se găsesc la Phabricator și la wiki-ul MediaWiki. |

Date: Recensăminte sau birourile de statistică - grafică realizată de Wikipedia